# Trådbrosklav
Trådbrosklav (Ramalina thrausta) är en lavart som först beskrevs av Erik Acharius och fick sitt nu gällande namn av William Nylander. 
Trådbrosklav ingår i släktet Ramalina och familjen Ramalinaceae. Arten är reproducerande i Sverige. Inga underarter finns listade i Catalogue of Life.

## Galleri

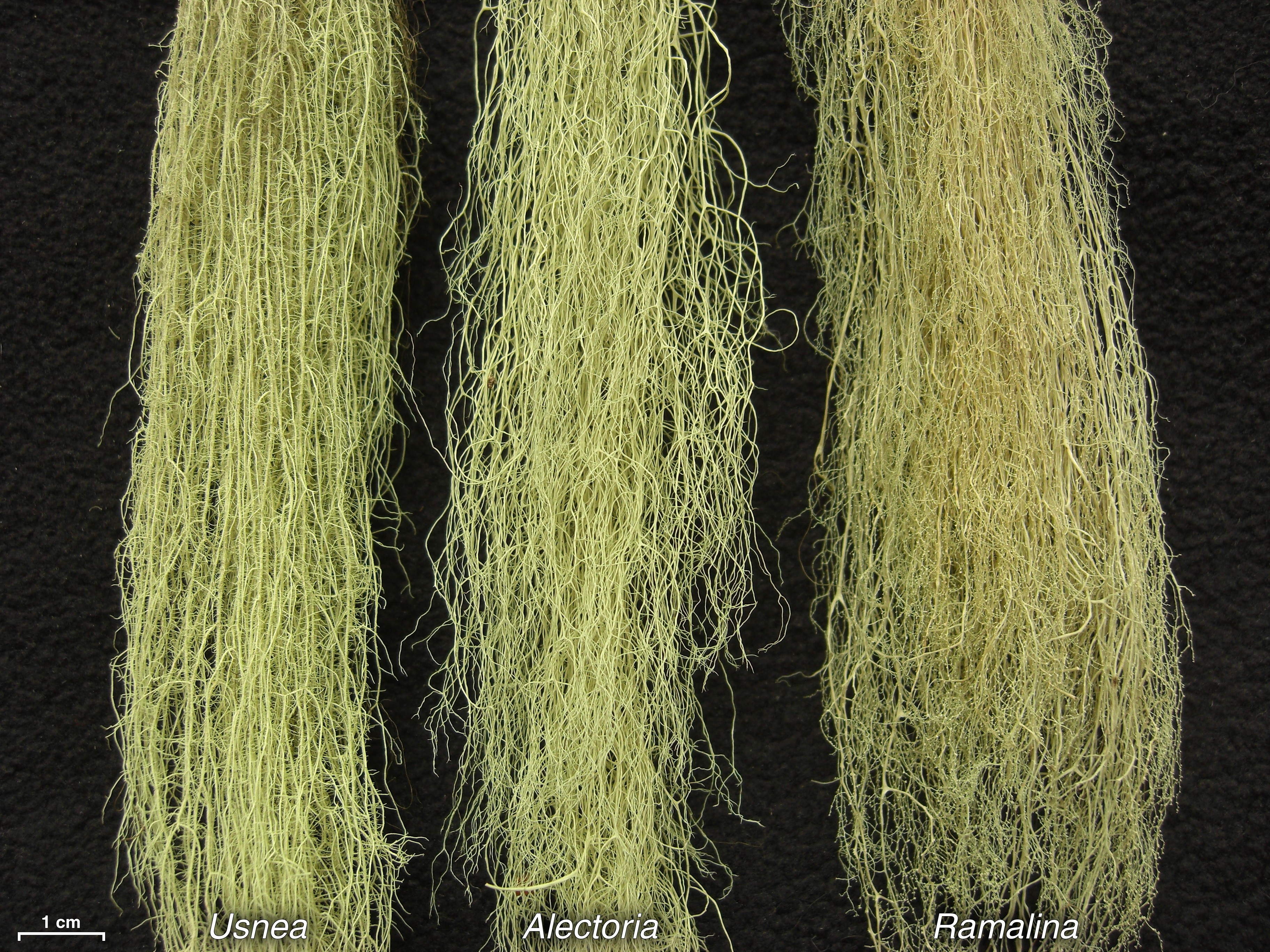